# Braunschweiger Stadtlexikon
Le Braunschweiger Stadtlexikon est une encyclopédie en deux volumes qui contient, outre des entrées sur l'histoire, l'économie, la société, la topographie, la culture, l'éducation et la science, des biographies de personnes qui influencent durablement le développement de la ville de Brunswick ou "du Brunswick", c'est-à-dire le duché de Brunswick-Lunebourg (avec ses sous-principautés), le duché de Brunswick, l'État libre de Brunswick ou la région de Brunswick (de), ou qui y sont liées d'une autre manière. Les deux volumes couvrent ensemble, avec leurs quelque 1500 mots-clés, une période de bien plus de 1000 ans.

## Contenu
Le premier volume du Braunschweiger Stadtlexikon est paru en 1992 "sur ordre de la ville de Brunswick" aux Verlag Joh. Henri Meyer. Les éditeurs sont Luitgard Camerer, alors directeur de la Bibliothèque de la ville de Brunswick (de), Manfred R. W. Garzmann (de), alors directeur des Archives de la ville de Brunswick (de), et Wolf-Dieter Schuegraf, alors directeur de la Bibliothèque de la ville de Brunswick. Le collaborateur "spécial" est Norman-Mathias Pingel. Plus de 1000 mots-clés sont traités sur 262 pages. Le volume contient en outre une liste des auteurs (plus de 130 au total pour les deux volumes) ainsi qu'une liste des abréviations.
Le second volume Braunschweiger Stadtlexikon – Ergänzungsband paru en 1996 chez le même éditeur, contient 450 mots clés supplémentaires sur 150 pages, en grande partie grâce aux nombreuses réactions des lecteurs du premier volume. Cette fois, seuls Garzmann et Schuegraf en sont les éditeurs. Norman-Mathias Pingel est de nouveau un collaborateur "essentiel".

## Éditions
- Luitgard Camerer, Manfred R. W. Garzmann, Wolf-Dieter Schuegraf, Norman-Mathias Pingel (dir.): Braunschweiger Stadtlexikon. Joh. Heinr. Meyer Verlag, Brunswick 1992,  (ISBN 3-926701-14-5).
- Manfred R. W. Garzmann, Wolf-Dieter Schuegraf, Norman-Mathias Pingel (dir.): Braunschweiger Stadtlexikon – Ergänzungsband. Joh. Heinr. Meyer Verlag, Brunswick 1996,  (ISBN 3-926701-30-7).

Les deux volumes ont subi plusieurs réimpressions.